# Jim Al-Khalili
Jim Al-Khalili OBE, né le 20 septembre 1962 à Bagdad, est un professeur britannique de physique théorique, un auteur et un présentateur d'actualités.

## Biographie
Né en Irak d'un père irakien et d'une mère anglaise, Al-Khalili étudie la physique à l'université du Surrey. Il y reçoit son Bachelor of Science en 1986 et poursuit ses études jusqu'à obtenir un doctorat en théorie nucléaire en 1989. Cette même année, il reçoit du Science and Engineering Research Council une bourse post-doctorale à l'University College de Londres. Il retourne dans le Surrey en 1991, d'abord en tant qu'assistant de recherche, puis comme conférencier. En 1994, il reçoit du Engineering and Physical Sciences Research Council une bourse de recherches avancées pour cinq années, durant lesquelles il établit sa réputation d'expert des modèles mathématiques des noyaux des atomes exotiques. Il a beaucoup publié dans son domaine de recherche.
En dépit de ses travaux soulignant l'influence de l'islam sur la science, Al-Khalili affirme : « fils d'une mère chrétienne protestante et d'un père musulman chiite, j'ai néanmoins fini sans la moindre fibre religieuse. »
Al-Khalili est, en 2010, professeur de physique à l'Université du Surrey, où il est également titulaire d'une chaire de vulgarisation en science (Public Engagement in Science). Il est curateur et vice-président de la British Science Association.

## Ouvrages publiés

### Auteur
Livres de vulgarisation scientifique écrits par Al-Khalili :
- Black Holes, Wormholes and Time Machines (1999,  (ISBN 0750305606))
- Nucleus: A Trip into the Heart of Matter (2001,  (ISBN 0801868602))
  - en français : Nucleus: un voyage au cœur de la matière, traduction et adaptation française de Daniel Guinet, Jean-François Mathiot, Alexandre Obertelli...[et al.], préface d'Édouard Brézin, Les Ulis: EDP Sciences 2006,  (ISBN 2-86883-933-9)
- Quantum: A Guide for the Perplexed (2003,  (ISBN 1841882380))
- Ce que la science sait du monde de demain (mars 2018, Quanto)
- Aliens — Ce que la science sait de la vie dans l’Univers (septembre 2018, Quanto)

Ces livres ont été traduits en 13 langues.

### Éditeur consultant
- Invisible Worlds: Exploring the Unseen (2004,  (ISBN 0-297-84342-7))

### Contributeur
- The Collins Encyclopedia of the Universe (2001,  (ISBN 0-007-10585-1)).
- Scattering and inverse scattering in Pure and Applied Science (2001,  (ISBN 0-126-13760-9)).
- Quantum Aspects of Life (2008,  (ISBN 1848162677)).
- 30-second Theories: The 50 Most Thought-provoking Theories in Science (2009,  (ISBN 1-848-31129-X)).

## Émissions télévisuelles
- The Riddle of Einstein’s Brain, documentaire d'une heure pour Channel 4 (Icon Films) en 2004
- Atom, série télévisée en trois parties pour la BBC (Oxford Scientific Films), 2007
  - Al-Khalili écrivit la préface du livre associé "Atom" par Piers Bizony  (ISBN 1840468009)
- Lost Horizons: The Big Bang, documentaire d'une heure pour la BBC Science Unit, 2008
- Science and Islam, série télévisée en trois parties pour la BBC (Oxford Scientific Films), 2009
- The Secret Life of Chaos, documentaire d'une heure pour la BBC Four, diffusé le 14 janvier 2010
- Chemistry: A Volatile History, série télévisée en trois parties pour la BBC Science Unit sur l'histoire de la chimie, diffusée sur la BBC en janvier 2010
- Genius of Britain, série télévisée en cinq parties pour Channel 4, 2010, présentée conjointement avec Stephen Hawking, Richard Dawkins, Robert Winston et David Attenborough
- Everything and Nothing, documentaire en deux parties pour la BBC Four, diffusé le 21 et 28 mars 2011
- L'histoire de l'électricité, documentaire en trois parties pour Arte, diffusé le 31 mai 2014
- Science in a Golden Age, documentaire en six parties pour Al Jazeera, diffusé le 13 oct 2015